# Szergo Lavrentyjevics Berija
Szergo Lavrentyjevics Berija (grúz nyelven: სერგო ლავრენტის ძე ბერია; Tbiliszi, 1924. november 24. – Kijev, 2000. október 11.) szovjet mérnök, aki főként rakéták irányítórendszereivel és rádióelektronikával foglalkozott. Lavrentyij Berija fia. 1953-tól Szergej Alekszejevics Gegecskori néven élt.
1938-ban a nyolcosztályos német és zenei általános iskola befejezése után Tbilisziből szüleivel Moszkvába költözött. Ott végezte el 1941-ben a 175. sz. középiskolát, majd az NKVD központi rádióelektronikai laboratóriumába került.
1941-ben, a háború első napjaiban önkéntesként, a kerületi Komszomol ajánlásával felderítő iskolába küldték. A gyorsított felderítő tanfolyamon rádiófelderítő képzést kapott, majd műszaki hadnagy rendfokozattal kezdte meg a katonai szolgálatot.  
Kijevben halt meg 2000. október 11-én.